# Дианов, Валерий Иванович
Валерий Иванович Дианов (род. 31 октября 1939) — советский хоккеист, защитник.

## Биография
Участник молодёжного чемпионата СССР 1957/58 в составе горьковского «Торпедо». Выступал за команды ЛИИЖТ (1958/59 — 1961/62), СКА Калинин (1963/64), ленинградские «Спартак» (1964/65) и «Динамо» (1965/66, 1968/69).
Серебряный призёр хоккейного турнира зимней Универсиады 1962.
Обладатель «Кубка Бухареста» — 1961